# Ирдыновка
Ирдыновка (укр. Ірдинівка) — посёлок в Смелянской городской общине Черкасского района Черкасской области Украины.
Почтовый индекс — 20700. Телефонный код — 4733.

## Население
Население по переписи 2001 года составляло 39 человек.

### Языковой состав
Родной язык населения по данным переписи 2001 года:
| Язык       | Численность, чел. | Доля     |
| ---------- | ----------------- | -------- |
| Украинский | 35                | 89,74 %  |
| Русский    | 3                 | 7,69 %   |
| Другое     | 1                 | 2,57 %   |
| Итого      | 39                | 100,00 % |

## Местный совет
20700, Черкаська обл., м.Сміла, вул.Леніна,37  (укр.)